# Fagure tetraedric-octaedric
Un fagure tetraedric-octaedric sau fagure cubic alternat este o teselare cvasiregulată (sau fagure) a spațiului euclidian tridimensional. Este format din octaedre și tetraedre regulate, în raport de 1:2. Este tranzitiv pe vârfuri, având câte 8 tetraedre și 6 octaedre în jurul fiecărui vârf. Este și tranzitiv pe laturi, cu căte 2 tetraedre și 2 octaedre care se întâlnesc alternativ pe fiecare latură. Dualul său este fagurele dodecaedric rombic.
Face parte dintr-o familie infinită de faguri uniformi numiți faguri hipercubici alternați, format ca o alternare a unui fagure hipercubic. De asemenea, face parte dintr-o altă familie infinită de faguri uniformi, numiți faguri simplectici.
În acest caz din spațiul tridimensional, fagurele cubic este alternat, reducând celulele cubice la tetraedre, iar vârfurile eliminate lasă goluri octaedrice. Ca atare, poate fi reprezentat printr-un simbol Schläfli h{4,3,4} extins, conținând jumătate din vârfurile fagurelui cubic {4,3,4}.
Există un fagure similar, numit fagure tetraedric-octaedric girat care are straturile rotite la 60°, astfel încât în jumătate din laturi se învecinează tetraedre cu tetraedre și octaedre cu octaedre în loc de tetraedre cu octaedre, ca urmare acesta nu este tranzitiv pe laturi.
Fagurele tetraedric-octaedric poate avea simetria dublată prin plasarea tetraedrelor pe celulele octaedrice, creând un fagure neuniform format din tetraedre și octaedre (ca antiprisme triunghiulare). Figura vârfului său este un tetraedru triakis trunchiat de ordinul 3. Acest fagure este dualul fagurelui tetraedric triakis trunchiat, format din celule tetraedrice triakis trunchiate.

## Coordonate carteziene
La un fagure cubic alternat, cu laturile paralele cu axele și cu lungimea laturii 1, pentru toate valorile întregi: {\displaystyle i,j,k} cu {\displaystyle i+j+k} par, coordonatele carteziene ale vârfurilor sunt:

Vedere expandată a celulelor din jurul unui vârf

{\displaystyle (i,j,k)}

## Simetrie
Există două construcții prin reflexii și multe prin alternarea fagurelui cubic; exemple:
| Simetrie            | {\displaystyle {\tilde {B}}_{3}}, [4,31,1] = ½{\displaystyle {\tilde {C}}_{3}}, [1+,4,3,4] | {\displaystyle {\tilde {A}}_{3}}, [3[4]] = ½{\displaystyle {\tilde {B}}_{3}}, [1+,4,31,1] | [[(4,3,4,2+)]] | [(4,3,4,2+)] |
| Grup spațial⁠(d)     | Fm3m (225)                                                                                 | F43m (216)                                                                                | I43m (217)     | P43m (215)   |
| ------------------- | ------------------------------------------------------------------------------------------ | ----------------------------------------------------------------------------------------- | -------------- | ------------ |
| Imagine             |                                                                                            |                                                                                           |                |              |
| Tipuri de tetraedre | 1                                                                                          | 2                                                                                         | 3              | 4            |
| Diagramă Coxeter    | =                                                                                          | =                                                                                         |                |              |

|  |  |

### Straturi alternate la fagurele cubic
Fagurele cubic alternat poate fi divizat în straturi, unde sunt create noi fețe pătrate în interiorul octaedrelor. Fiecare strat va conține piramide pătrate orientate în sus și în jos și tetraedre așezate pe laturile lor. O a doua direcție de divizare nu necesită fețe noi și prezintă tetraedre și octaedre dispuse alternativ. Acest fagure din plăci este mai degrabă un fagure scaliform decât unul uniform, deoarece are celule neuniforme.

### Proiecții prin pliere
| Grup Coxeter     | {\displaystyle {\tilde {A}}_{3}} | {\displaystyle {\tilde {C}}_{2}} |
| ---------------- | -------------------------------- | -------------------------------- |
| Diagramă Coxeter |                                  |                                  |
| Imagine          |                                  |                                  |
| Nume             | fagure cubic alternat            | pavare pătrată                   |

Fagurele cubic alternat poate fi proiectat ortogonal în pavarea pătrată plană printr-o operație de pliere geometrică care aplică o pereche de oglinzi una pe alta. Proiecția fagurelui cubic alternat creează două copii decalate ale aranjamentului vârfurilor planului:

## Rețeaua A3/D3
Aranjamentul vârfurilor sale reprezintă o rețea A3⁠(d). Această rețea este cunoscută în cristalografie ca rețeaua cubică cu fețe centrate, în care vârfurile sunt centrele unei împachetări strânse de sfere egale, care atinge cea mai mare densitate medie posibilă. Fagurele tetraedric-octaedric este cazul tridimensional al unui fagure simplectic. Celula sa Voronoi⁠(d) este un dodecaedru rombic, dualul figurii vârfului cuboctaedrului pentru fagurele tetraedric-octaedric.
Împachetarea D+
3 poate fi construită prin reuniunea a două rețele D3 (sau A3). Împachetarea D+
n este o rețea doar pentru dimensiuni pare. Numărul punctelor de contact este 22=4, (2n−1 pentru n < 8, 240 pentru n=8 și 2n(n−1) pentru n > 8).
 ∪ 
Rețeaua A*
3 sau rețeaua D*
3 (numite și A4
3 și D4
3) pot fi construite din reuniunea a patru rețele A3 și este identică cu aranjamentul vârfurilor fagurelui bisfenoid tetragonal⁠(d), fagure dual al fagurelui cubic bitrunchiat. Este și rețeaua cubică centrată intern, reuniunea a doi faguri cubici aflați în poziții duale.
 ∪  ∪  ∪  = dual al  =  ∪ .
Numărul punctelor de contact al rețelei D*
3 este 8 iar teselarea sa Voronoi este fagurele cubic bitrunchiat, , care conține toate celulele Voronoi octaedrice trunchiate, .